# میچل تورن
میچل تورن (انگلیسی: Michelle Thorne؛ زاده ۲ اوت ۱۹۷۵) یک بازیگر پورنوگرافی اهل انگلستان است.